# Манга (город)
Манга (фр. Manga) — город и городская коммуна в Буркина-Фасо.

## Общая информация
Город Манга находится на юге Буркина-Фасо и лежит на шоссе, соединяющем Уагадугу с Ганой. Высота города над уровнем моря составляет 283 м. Манга является главным городом Юго-Центральной области и провинции Зундвеого. В административном отношении коммуна подразделяется на 5 городских секторов и 13 деревень. Действующий мэр — Жан-Клод Буда. Является центром католической епархии Манга.

## Население
По данным на 2013 год численность населения города составляла 23 614 человек. Численность населения городской коммуны по данным переписи 2006 года составляет 32 033 человека.
Динамика численности населения города по годам:
| 1996   | 2005   | 2006   | 2013   |
| ------ | ------ | ------ | ------ |
| 14 035 | 17 705 | 18 861 | 23 614 |